# Horisme griseata
Horisme griseata är en fjärilsart som beskrevs av W. Warren 1906. Horisme griseata ingår i släktet Horisme och familjen mätare. Inga underarter finns listade i Catalogue of Life.